# Walisische Badmintonmeisterschaft 2021
Die Walisische Badmintonmeisterschaft 2021 fand vom 31. Juli bis zum 1. August 2021 in Cardiff statt.

## Medaillengewinner
| Disziplin    | Gold                                       | Silber                          | Bronze                             |
| ------------ | ------------------------------------------ | ------------------------------- | ---------------------------------- |
| Herreneinzel | Daniel Font                                | William Kitching                | Adil Khan                          |
| Herreneinzel | Daniel Font                                | William Kitching                | Tsung Fong Mo                      |
| Dameneinzel  | Aimie Sarah Whiteman                       | Devi Tika Permatasari           | Saffron Morris                     |
| Dameneinzel  | Aimie Sarah Whiteman                       | Devi Tika Permatasari           | Carys Jones                        |
| Herrendoppel | Martyn Lewis Scott Oates                   | Tsung Fong Mo Victor Pang       | Adil Khan Nic Strange              |
| Herrendoppel | Martyn Lewis Scott Oates                   | Tsung Fong Mo Victor Pang       | Matthew Ryan Barrell Man Yin Leung |
| Damendoppel  | Devi Tika Permatasari Aimie Sarah Whiteman | Aimee Moran Saffron Morris      | Emily Hung Nerissa Liu             |
| Damendoppel  | Devi Tika Permatasari Aimie Sarah Whiteman | Aimee Moran Saffron Morris      | Maisie Kite Jasmine Owen           |
| Mixed        | William Kitching Saffron Morris            | Raj Popat Devi Tika Permatasari | Scott Oates Lucie May Whiteman     |
| Mixed        | William Kitching Saffron Morris            | Raj Popat Devi Tika Permatasari | Victor Pang Aimee Moran            |